# Oscar Uhlworm
Friedrich Heinrich Oscar Uhlworm, född 4 augusti 1849 i Arnstadt, Thüringen, död där 1929, var en tysk botaniker och bibliotekarie. 
Uhlworm, som var filosofie doktor, blev stadsbibliotekarie i Kassel 1881, överbibliotekarie i Berlin 1901 och titulär professor 1903. Han uppsatte 1880 och deltog intill 1901 i utgivningen av den refererande tidskriften Botanisches Centralblatt med dess internationella listor över Neue Literatur (1902 övertaget av Association Internationale des botanistes) och stod framgent som utgivare av tidskriftens Beihefte. Uhlworm utgav Bibliotheca botanica (1884–1888), Centralblatt für Bakteriologie und Parasitenkunde (1887–1919) och Bibliographie der deutschen naturwissenschaftlichen Literatur (1901–1912). 